# Сяревере
Ся́ревере (эст. Särevere) — посёлок в Эстонии в волости Тюри уезда Ярвамаа.

## География
Расположен на реке Праньди, которая на территории посёлка перекрыта плотиной, образуя водохранилище Сяревере площадью 1,3 гектара.

## Население
По данным переписи населения 2011 года, в посёлке проживали 675 человек, из них 632 (93,6 %) — эстонцы.
Численность населения посёлка Сяревере:
| Год     | 2000  | 2011  | 2017  | 2018  | 2019  | 2020  |
| ------- | ----- | ----- | ----- | ----- | ----- | ----- |
| Человек | 1 052 | ↘ 675 | ↘ 626 | ↘ 625 | ↘ 621 | ↗ 634 |

## История
В посёлке находится мыза Сяревере (Серрефер, нем. Serrefer), известная с начала XVII века и принадлежавшая с середины столетия одной из ветвей баронского рода Икскуль-Гильденбандтов, а с 1811 года и до национализации в 1919 году — баронам Шиллингам.

## Известные личности
В Сяревере родилась советская спортсменка-легкоатлетка Лайне Эрик.